# 新费拉
新费拉是巴西伯南布哥州的一个市镇。总面积118.83平方公里，总人口19027人，人口密度160.1人/平方公里。